# Centrum Szkolenia Żandarmerii Wojskowej
Centrum Szkolenia Żandarmerii Wojskowej im. płk Stanisława Sitka (CSŻW) – specjalistyczna jednostka organizacyjna Żandarmerii Wojskowej, właściwa w zakresie realizowania zadań szkoleniowych i doskonalenia zawodowego żołnierzy ŻW i innych podmiotów, działająca zgodnie z rozkazami
i poleceniami komendanta centrum. Stanowi główną bazę dydaktyczno-metodyczną Żandarmerii Wojskowej.
Centrum Szkolenia Żandarmerii Wojskowej zostało sformowane w 2007 w Mińsku Mazowieckim na podstawie zarządzenia ministra obrony narodowej MON nr 59/Org./P1 z 14 sierpnia 2007, decyzji Nr PF-73/ Org./SSG/ZOiU-P1 MON i rozkazu komendanta głównego ŻW Nr Z-63/Org. z 16 października 2007. Centrum jest jednostką organizacyjną podległą bezpośrednio komendantowi głównemu Żandarmerii Wojskowej.
Początkowo szkolenie podoficerów prowadzono formalnie nadal w ramach Szkoły Podoficerskiej Wojsk Lądowych w Poznaniu. W 2019 r. utworzono Szkołę Podoficerską Żandarmerii Wojskowej w Mińsku Mazowieckim.

## Główne zadania
Do głównych zadań Centrum należy realizowanie zadań szkoleniowych i doskonalenia zawodowego żołnierzy jednostek organizacyjnych ŻW i innych podmiotów, na podstawie rozkazów komendanta głównego ŻW oraz zawartych umów i porozumień, w zakresie:

1) organizowania kursów i szkoleń:

a) dla oficerów i podoficerów:

— przygotowujących się do objęcia po raz pierwszy stanowiska służbowego w ŻW,

— podwyższających i doskonalących kwalifikacje zawodowe,

— przygotowywanych do obsadzenia stanowisk w misjach zagranicznych oraz strukturach wielonarodowych,

b) instruktorsko-metodycznych,

c) specjalistycznych dla szeregowych zawodowych ŻW;

2) nauczania języków obcych;

3) opracowywania i uaktualniania programów szkolenia, instrukcji i poradników oraz specjalistycznych publikacji;

4) udziału w pracach grup operacyjno-procesowych powoływanych w terenowych jednostkach organizacyjnych ŻW w postępowaniach karnych o skomplikowanym charakterze i wszczętych w sprawie nieznanych sprawców;

5) udziału w pracach zespołów kontrolujących powoływanych przez komendanta głównego ŻW do przeprowadzenia kontroli kompleksowych i problemowych w terenowych i  specjalistycznych jednostkach organizacyjnych ŻW;

6) realizowania zadań określonych w art. 4 ust. 1 ustawy z dnia 24 sierpnia 2001 r. o Żandarmerii Wojskowej i wojskowych organach porządkowych;

7) realizowania zadań związanych z funkcjonowaniem w ŻW systemu zbierania i upowszechniania doświadczeń;

8) utrzymywania w  Centrum gotowości bojowej i mobilizacyjnej;

9) prowadzenia działalności organizacyjno-personalnej;

10) utrzymywania w  wysokiej sprawności technicznej uzbrojenia i sprzętu wojskowego;

11) organizowania odpraw, narad i konferencji zleconych przez Komendanta Głównego ŻW;

12) zapewnienia sprawnego funkcjonowania systemów teleinformatycznych;

13) realizowania zadań z obszaru ochrony środowiska;

14) zapewnienia przestrzegania przez żołnierzy i pracowników wojska przepisów dotyczących ochrony informacji niejawnych i danych osobowych, bezpieczeństwa i higieny pracy i służby oraz ochrony przeciwpożarowej.

## Struktura organizacyjna
Centrum funkcjonuje na podstawie etatu GR 001/0 zatwierdzonego przez szefa Sztabu Generalnego WP 24 września 2007, a następnie od 1 września 2010 zgodnie z wykazem zmian Nr Z-456/Org/P1 z 28 czerwca 2010 do etatu GR 001/0. 1 lipca 2011 stan ukompletowania żołnierzami wynosił 86%.
- sekcja personalno-organizacyjna,
- sekcja wychowawcza,
- sekcja wewnętrzna i ochrony informacji niejawnych,
- wydział dydaktyczny,
- sekcja badań i metodyki nauczania,
- sekcja współpracy międzynarodowej,
- wydział organizacyjny[1].

## Tradycje
3 czerwca 2015 minister obrony narodowej dla zachowania tradycji żandarmerii z okresu międzywojennego decyzją Nr 196/MON ustalił, że Centrum Szkolenia Żandarmerii Wojskowej przejmuje i z honorem kultywuje dziedzictwo tradycji:
- Szkoły Żandarmerii (1918-1922);
- Centralnej Szkoły Żandarmerii (1922-1927);
- Dywizjonu Szkolnego Żandarmerii w Grudziądzu (1927-1930);
- Centrum Wyszkolenia Żandarmerii w Grudziądzu (1930-1939)

oraz otrzymuje imię płk. Stanisława Sitka.

## Komendanci
- płk Krzysztof Gombrych (1 I 2008 – 28 II 2009)[3]
- płk Wiesław Chrzanowski (1 III 2009[3] – 16 X 2012)
- płk dr. hab. Piotr Płonka (od 16 X 2012)
- płk dr Robert Pawlicki (XI 2016 – 29 III 2018)[5]
- płk dr Sławomir Niemirka (29 III 2018[5] – 16 XI 2021[6])
- płk Piotr Niemiec (od 16 XI 2021)[6]